# W31

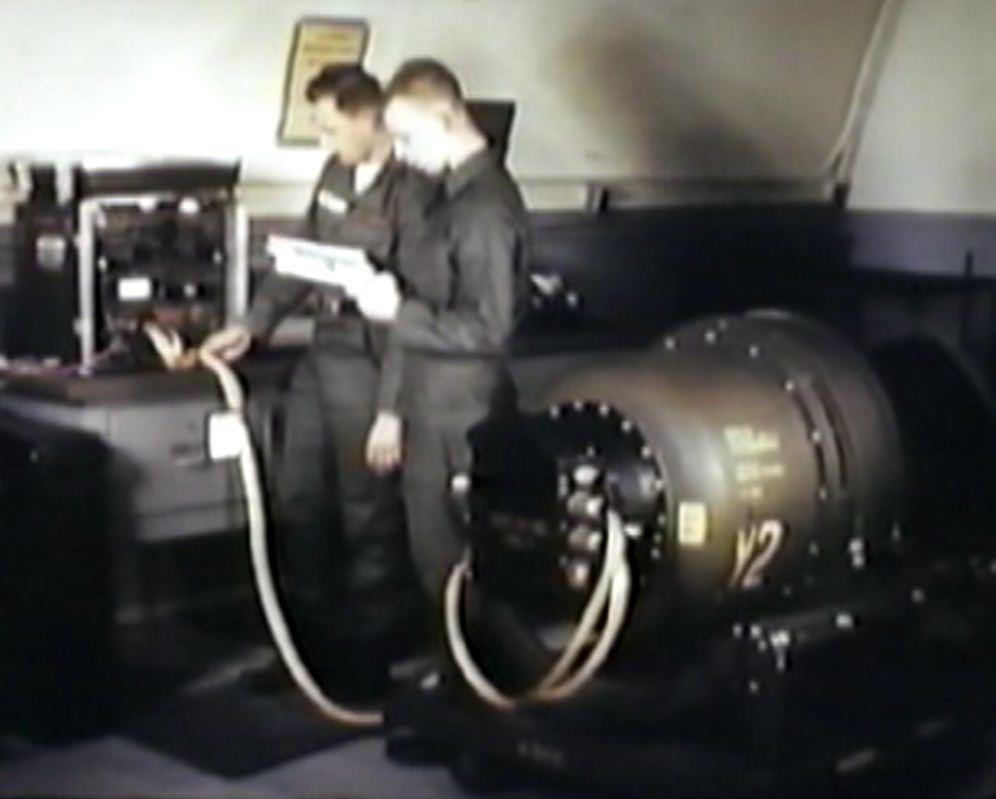
Ядерна боєголовка W31 Y2 проходить технічне обслуговування

W31 — американська ядерна боєголовка, яка використовувалася для двох американських ракет і як атомний боєприпас.
W31 випускалась з 1959 року, а останні версії були зняті з виробництва в 1989 році.
Всі версії мали приблизно однакові розміри та вагу: 710-760 мм в діаметрі 990-1000 мм завдовжки і вагою 408-429 кг. W31 — ядерна бомба з посиленим ядерним поділом.

## Використання

### Ракета Nike Hercules
Nike Hercules була ракетною системою «земля-повітря» або «земля-земля», розгорнута навколо міст США та різних місць у Європі та Японії. Більшість, але не всі, з цих ракет були розгорнуті з ядерними боєголовками. У Південній Флориді половина ракет Nike Hercules оборони Хоумстед-Маямі була озброєна осколково-фугасними боєголовками Т-45.
Три варіанти потужності, 2, 20 і 40 кілотонн, були розгорнуті на цих ракетах, починаючи з 1958 року, і остаточно зняті з експлуатації в 1989 році. Було випущено 2550 таких моделей. 20 Версія kt W-31 використовувалася виключно в системі Nike Hercules.
Подібний варіант, XW-37, був високопродуктивною версією XW-31. Розробка почалася в січні 1956 року. Через три місяці XW-31 було перейменовано в XW-31Y1 (для потужності 1), а позначення XW-37 було змінено на XW-31Y2 (для потужності 2).

### Ракета MGR-1 Honest John
MGR-1 Honest John — тактична балістична ракета «земля-земля» малого радіусу дії, яка використовувалася армією США.
Три варіанти потужності, також очевидно 2, 20 і 40 кілотонн, були розгорнуті на ракетах Honest John з 1959 по 1987 рік. Всього було виготовлено 1650 боєголовок Honest John W31.

### Атомні руйнівні боєприпаси (ADM)
Між 1960 і 1965 роками W31 Mod 1 накопичувався як атомний боєприпас. Стверджується, що чотири з п'яти запасів потужності W31 використовувалися у версії зброї ADM, тобто чотири з 1, 2, 12, 20 or 40 кт ТНТ (4,2, 8,4, 50,2, 83,7 or 167,4 TДж). Виготовлено 300 одиниць.